# Jean-Eudes Aholou
Jean-Eudes Pascal Armand Aholou (Yopougon, 20 maart 1994) is een Ivoriaans-Frans voetballer die doorgaans speelt als middenvelder. In juni 2025 verliet hij Angers. Aholou maakte in 2018 zijn debuut in het Ivoriaans voetbalelftal.

## Clubcarrière
Aholou speelde in de jeugdopleiding van Lille, maar wist bij die club nooit tot een optreden in het eerste elftal te komen. De middenvelder verkaste in 2015 naar Orléans. In zijn eerste seizoen bij de club promoveerde Orléans vanuit de Championnat National naar de Ligue 2. Hier speelde Aholou nog een halfjaar voor Orléans voor hij in januari 2017 de overstap maakte naar RC Strasbourg, waar hij voor vierenhalf jaar tekende. Het seizoen 2016/17 werd afgesloten met de titel in de Ligue 2 en de daarbij behorende promotie naar de Ligue 1.
In de zomer van 2018 nam AS Monaco de middenvelder over van Strasbourg voor circa veertien miljoen euro. Aholou zette in Monaco zijn handtekening onder een verbintenis voor de duur van vijf seizoenen. Een jaar na zijn komst verhuurde Monaco de Ivoriaan voor één seizoen aan Saint-Étienne. Na zijn terugkeer en twee competitiewedstrijden bij Monaco werd Aholou opnieuw verhuurd, nu aan zijn oude club RC Strasbourg. Deze verhuurperiode werd medio 2021 met nog een seizoen verlengd. Medio 2022 keerde Aholou definitief terug bij Strasbourg, waar hij voor twee seizoenen tekende. Tijdens het seizoen 2023/24 kwam Aholou niet in actie voor Strasbourg. Na deze jaargang nam Angers hem transfervrij over. In juni 2025 besloten club en speler in onderling overleg uit elkaar te gaan, ondanks het nog een jaar doorlopende contract.

## Clubstatistieken
| Seizoen | Club            | Competitie           | Competitie | Competitie | Beker | Beker | Internationaal | Internationaal | Totaal | Totaal |
| Seizoen | Club            | Competitie           | Wed.       | Dlp.       | Wed.  | Dlp.  | Wed.           | Dlp.           | Wed.   | Dlp.   |
| ------- | --------------- | -------------------- | ---------- | ---------- | ----- | ----- | -------------- | -------------- | ------ | ------ |
| 2015/16 | Orléans         | Championnat National | 32         | 2          | 2     | 0     | —              | —              | 34     | 2      |
| 2016/17 | Orléans         | Ligue 2              | 20         | 3          | 2     | 0     | —              | —              | 22     | 3      |
| 2016/17 | RC Strasbourg   | Ligue 2              | 15         | 0          | 2     | 0     | —              | —              | 17     | 0      |
| 2017/18 | RC Strasbourg   | Ligue 1              | 35         | 5          | 5     | 0     | —              | —              | 40     | 5      |
| 2018/19 | AS Monaco       | Ligue 1              | 17         | 0          | 1     | 0     | 3              | 0              | 21     | 0      |
| 2019/20 | → Saint-Étienne | Ligue 1              | 11         | 1          | 2     | 0     | 4              | 0              | 17     | 1      |
| 2020/21 | AS Monaco       | Ligue 1              | 2          | 0          | 0     | 0     | —              | —              | 2      | 0      |
| 2020/21 | → RC Strasbourg | Ligue 1              | 27         | 2          | 1     | 0     | —              | —              | 28     | 2      |
| 2021/22 | → RC Strasbourg | Ligue 1              | 25         | 1          | 1     | 0     | —              | —              | 26     | 1      |
| 2022/23 | RC Strasbourg   | Ligue 1              | 30         | 3          | 0     | 0     | —              | —              | 30     | 3      |
| 2023/24 | RC Strasbourg   | Ligue 1              | 0          | 0          | 0     | 0     | —              | —              | 0      | 0      |
| 2024/25 | Angers          | Ligue 1              | 26         | 2          | 3     | 0     | —              | —              | 29     | 2      |
| Totaal  | Totaal          | Totaal               | 240        | 19         | 19    | 0     | 7              | 0              | 266    | 19     |

Bijgewerkt op 24 juni 2025.

## Interlandcarrière
Aholou maakte zijn debuut in het Ivoriaans voetbalelftal op 24 maart 2018, toen met 2–2 gelijkgespeeld werd tegen Togo. Nicolas Pépé scoorde tweemaal voor Ivoorkust, maar de Togolees Floyd Ayité herhaalde dat kunstje later en zorgde voor het gelijke spel. Aholou mocht van bondscoach Djibril Koné een kwartier voor tijd als vervanger van Franck Kessié binnen de lijnen komen.
| Interlands van Jean-Eudes Aholou voor Ivoorkust | Interlands van Jean-Eudes Aholou voor Ivoorkust | Interlands van Jean-Eudes Aholou voor Ivoorkust | Interlands van Jean-Eudes Aholou voor Ivoorkust | Interlands van Jean-Eudes Aholou voor Ivoorkust | Interlands van Jean-Eudes Aholou voor Ivoorkust | Interlands van Jean-Eudes Aholou voor Ivoorkust |
| №                                               | Datum                                           | Wedstrijd                                       | Uitslag                                         | Competitie                                      | Goals                                           |                                                 |
| Als speler bij RC Strasbourg                    | Als speler bij RC Strasbourg                    | Als speler bij RC Strasbourg                    | Als speler bij RC Strasbourg                    | Als speler bij RC Strasbourg                    | Als speler bij RC Strasbourg                    | Als speler bij RC Strasbourg                    |
| ----------------------------------------------- | ----------------------------------------------- | ----------------------------------------------- | ----------------------------------------------- | ----------------------------------------------- | ----------------------------------------------- | ----------------------------------------------- |
| 1                                               | 24 maart 2018                                   | Ivoorkust – Togo                                | 2 – 2                                           | Vriendschappelijk                               |                                                 |                                                 |
| 2                                               | 27 maart 2018                                   | Ivoorkust – Moldavië                            | 2 – 1                                           | Vriendschappelijk                               |                                                 |                                                 |
| 3                                               | 24 maart 2023                                   | Ivoorkust – Comoren                             | 3 – 1                                           | AK 2023 kwalificatie                            |                                                 |                                                 |
| 4                                               | 28 maart 2023                                   | Comoren – Ivoorkust                             | 0 – 2                                           | AK 2023 kwalificatie                            |                                                 |                                                 |
| Als speler bij Angers                           |                                                 |                                                 |                                                 |                                                 |                                                 |                                                 |
| 5                                               | 15 november 2024                                | Zambia – Ivoorkust                              | 1 – 0                                           | AK 2025 kwalificatie                            |                                                 |                                                 |
| 6                                               | 19 november 2024                                | Ivoorkust – Tsjaad                              | 4 – 0                                           | AK 2025 kwalificatie                            |                                                 |                                                 |
| 7                                               | 21 maart 2025                                   | Burundi – Ivoorkust                             | 0 – 1                                           | WK 2026 kwalificatie                            |                                                 |                                                 |

Bijgewerkt op 24 juni 2025.

## Erelijst
| Ligue 2 | 1 | 2016/17 |